# Първич
Вижте пояснителната страница за други значения на Първич.
Първич (на хърватски: Prvić) е малък хърватски остров в Централна Далмация, в Шибенишко-книнска жупания.

## Общи сведения
Първич е част от Шибеникския архипелаг. Разположен е на около километър от континента между градовете Шибеник и Водице. На изток от него се намира пролив, отделящ го от континенталната част, на запад е остров Тият (Tijat), а на югоизток - остров Зларин.
Първич има площ 2,37 км², бреговата му линия е с дължина 10,6 км. Най-високата му точка е връх Виткович (79 м).

## История
Известна е дългогодишната борба, която се води в Хърватия против латинизацията на църковната литургия. Папата настоява църковната меса да се извършва на латински докато огромната част от населението и значителен брой духовни лица държат това да става на народния славянски език, за да бъде тя разбираема. Селището Първич Лука на острова дълго време е един от най-големите центрове на глаголическия обред. В основания тук през XV в. манастир, посветен на Милосърдната Дева Мария, литургията се отслужва с богослужебни книги преведени на глаголица. Манастирът и понастоящем е действащ.
Първич е известен и като Островът на Фауст Вранчич. Фауст Вранчич (1551—1617) е хърватски учен и изследовател, смятан за първия човек, успешно изпробвал парашут. Той прекарва детството си на острова в имението на дедите си, знатния род Драганич Вранчич. Умира във Венеция, но пожелава да бъде погребан в църквата в Първич Лука. Потомците на фамилията и до днес живеят в имението.

## Население
Населението на острова живее в две рибарски селища – Първич Лука и Шепурине, свързани с единствения автомобилен път на Първич с дължина около 1 км. И двете селища са със статут на защитени от Министерството на културата на Република Хърватия като културно наследство. Населението им възлиза на 453 души (2006).
През летния сезон населението на острова достига до няколко хиляди души заради големия брой туристи.
Жителите на Първич се занимават със земеделие, риболов, туризъм. Отглеждат предимно маслини, смокини и грозде.